# Koszary (Nisko)
Pour les articles homonymes, voir Koszary.
Koszary est une localité polonaise de la gmina d'Ulanów, située dans le powiat de Nisko en voïvodie des Basses-Carpates.